# Giuliano Cesarini
Giuliano Cesarini (Róma, 1398 – Várna, 1444. november 10.) római bíboros, pápai követ.
Egyike volt azoknak a tehetséges bíborosoknak, akiket V. Márton pápa nevezett ki a nyugati egyházszakadás elsimítása után. Intelligenciája és diplomáciai képességei alapján a pápa kiemelkedő képviselője volt a bázeli zsinaton. A zsinat másik résztvevője, a francia Jacques-Bénigne Bossuet püspök szerint Cesarini volt a katolikusok bástyája, amikor a római katolikus és az ortodox egyházak egyesüléséről tárgyaltak a zsinat során.

## Életpályája

### Pályájának kezdete
Cesarini egy római kisnemesi családból származott, amely jó összeköttetésekkel rendelkezett. A perugiai egyetemen végezte tanulmányait, ahol római jogot is oktatott. Amikor a nyugati egyházszakadásnak V. Márton pápa megválasztása véget vetett, Cesarini Rómába utazott és Branda da Castiglione bíboros szolgálatába állt.
1414-18-ban részt vett a konstanzi zsinaton, majd 1419-ben Branda bíboros társaságában Németországba és Csehországba utazott, ahol éppen zajlott a husziták lázadása. Ezután pápai követ volt Angliában, majd 1426-ban V. Márton kinevezte bíborosnak és Németországba küldte, hogy keresztes hadjáratot szervezzen a husziták ellen. A hadjárat kudarca után Cesarini Bázelbe utazott, hogy az oda összehívott zsinaton részt vegyen.

### A bázeli zsinaton
Bázelben Cesarinit tették meg a zsinat elnökévé, aki sikerrel szállt szembe IV. Jenő pápa törekvésével, hogy a zsinatot bezárja. 1437-ben mégis lemondott a zsinat éléről, mivel úgy látta, hogy a küldöttek többsége a pápát akarja megalázni és nem foglalkozik eleget az egyházi reformokkal.
Amikor Jenő összehívta a ferrarai zsinatot (amely a bázeli zsinat riválisa volt), Cesarinit tette meg az ortodox egyházakkal való megbékélést vizsgáló bizottság elnökének. 1439-ben a városban dúló pestisjárvány miatt a zsinat átköltözött Firenzébe, ahol Cesarini továbbra is nagy szerepet játszott a görögökkel folytatott tárgyalásokon. A tárgyalások eredményeként rövid időre sikerült elsimítani a nagy egyházszakadást és egyesült a keleti és a nyugati kereszténység.
1442-ben IV. Jenő pápa Magyarországra küldte, ahol Habsburg Albert 1439-ben bekövetkezett halála óta szívós trónharcok dúltak az özvegy anyakirályné és a magyar trónra meghívott lengyel király között. 1442. december 13-án Győrben sikerült olyan egyezséget létrehoznia a felek között, amelyben Erzsébet özvegy anyakirályné fia, a csecsemő V. László jogainak fenntartása mellett elismerte I. Ulászló uralmát, és I. Ulászló eljegyezte Erzsébet királyné nagyobbik, akkor tízéves lányát, Annát. Ezután I. Ulászló bizalmasa lett, 1443-ban követségben járt Bécsben III. Frigyes német-római császárnál. Nagy része volt abban, hogy I. Ulászló megszegte a törökkel 1444 júliusában kötött 10 éves fegyverszünetet és 1444 szeptemberében hadjáratot indított a Balkánra. A bíboros 1444. november 10-én a várnai csatában esett el.